# Shanna Zolman
Shanna Annette Zolman, già coniugata Crossley (Syracuse, 7 settembre 1983), è un'ex cestista statunitense, professionista nella WNBA.

## Carriera
È stata selezionata dalle San Antonio Silver Stars al secondo giro del Draft WNBA 2006 (16ª scelta assoluta).